# 행성 이동
행성 이동(Planetary migration)은 항성 주위를 도는 행성이 기체나 미행성 원반을 만나, 궤도에 변화를 주는 현상이다. 행성 이동은 뜨거운 목성의 형성 과정을 설명하는 가장 유력한 가설로 받아들여지는데, 이는 현재 행성 형성 이론에서는 항성에 가까운 지점에서는 물질량이 적고 온도가 높아 거대 기체 행성이 형성될 수 없다고 예측하기 때문이다.
기체 원반이 존재할 때 지구형 행성이 형성된다면, 안쪽을 향해 이동할 수도 있음이 밝혀졌으며, 행성이 강착에 의해 형성된다면 거대 행성의 핵 형성에 영향을 줄 가능성이 있다.

## 원반의 종류

### 기체 원반
젊은 별 주위의 원시 행성계 원반의 수명은 관측 결과 수백만 년 정도로 추산된다. 만약 기체가 남아 있을 때 지구 질량 이상의 행성이 형성된다면, 원시 행성계 원반과 행성 사이에 각운동량의 교환이 일어나 점차적으로 궤도가 변화한다. 이 과정은 주변 기체들의 온도가 비슷하기 때문에 보통 안쪽을 향하지만, 온도 변화가 있다면 바깥쪽을 향할 수도 있다.

### 미행성 원반
행성계 형성의 후반에 원시 행성과 미행성들은 중력적인 상호작용을 무작위하게 겪어 대부분이 새로운 궤도로 움직이게 되며, 이 때 행성과 미행성 간 각운동량 교환이 일어나 행성이 다른 궤도로 이동할 수 있다. 현재 해왕성의 바깥쪽 이동은 명왕성과 다른 명왕성족 천체를 3:2 궤도 공명으로 포획한 것의 원인이라고 여겨지고 있다.

## 이동 종류
행성의 궤도가 이동할 수 있는 방법은 여러 가지이며, 원반 이동(I형, II형, III형), 조석 이동, 미행성 이동, 중력 산란, 고자이 주기 및 조석 마찰로 나뉜다. 이 구분은 엄격한 것이 아니며, 연구자에 따라 구별 방법이 다르기도 한다. 이동에 의한 원반에서의 물질 이동이 항성계의 상황을 변화시키기 때문에, 한 이동 과정으로 다른 이동이 촉진될 수도 있고, 아닐 수도 있다. 아닐 경우에는 행성 이동이 대부분 멈추고 항성계는 대체로 안정해진다.

### 원반 이동
원반 이동(Disk migration)은 기체 원반에서 충분히 큰 천체가 존재할 때, 기체의 밀도 분포가 섭동되기 때문에 발생한다. 작용 반작용의 법칙에 의해, 행성이 기체에 가하는 힘은 반대로 행성에게도 가해지며, 일종의 돌림힘이 작용한다. 행성의 각운동량이 변화하며, 행성 궤도의 긴반지름 등 궤도 요소가 변화하게 된다. 통상 긴반지름이 증가하는 이동을 외부 이동(Outward migration), 감소하는 이동을 내부 이동(Inward migration)이라고 칭한다.
원반 이동은 I형, II형, III형으로 구분할 수 있으나, 이 숫자는 순서나 과정 등을 표시하는 것이 아니다.

#### I형 원반 이동
작은 행성은 린드블라드 공명 및 공공전에 의한 I형 원반 이동을 겪는다. 린드블라드 공명은 행성 주변 기체의 밀도파를 흥분시키는데, 이 때 보통 바깥쪽 기체의 돌림힘이 더 커 행성의 각운동량을 줄이고, 행성은 바깥쪽으로 향하게 된다. 이동 비율은 행성의 질량과 주변 기체의 밀도에 비례하며, 이동 시간은 기체 원반의 수명에 비해 상대적으로 짧다. 행성과 비슷한 궤도에서 공공전하는 기체도 영향을 주는데, 행성 기준으로 기체는 말굽 궤도를 따르며, 행성에 접근하면 방향이 바뀌게 된다. 행성 앞쪽에서 방향을 바꾸는 기체는 뒤쪽에서 오는 기체보다 항성에서 더 멀리 있어 차갑고 밀도가 높은데, 이로 인해 행성 앞쪽에 상대적으로 기체 밀도가 높은 지역이 생기며, 행성의 각운동량이 커진다. 고체 물질의 급격한 강착으로 인해 발생한 열로 인해, 행성이 각운동량을 얻을 가능성도 있다고 추정된다.
원반 이동이 I형이라고 추정할 수 있는 질량은, 기체 압력의 높이척도와 운동학적 점성에 따라 달라진다. 대체로 따듯하고 점성이 높은 원반에서는 I형 과정을 큰 행성에도 적용할 수 있다. 근방의 온도가 균일하고 밀도도 큰 차이가 없는 원반에서는, 린드블라드 공명 효과가 공공전 효과를 압도한다. 외부 이동은, 행성의 질량에 따라, 온도가 균일한 원반과 균일하지 않은 원반 둘 모두에서 일어날 수 있으며, 외부 이동이 일어나는 지역은 원반이 진화하며 달라질 수 있다.
근방의 온도가 균일한 원반에서의 I형 이동은 케플러 우주 망원경이 관찰한 행성 중 일부와 들어맞는 것으로 밝혀졌다.

#### II형 원반 이동
기체 원반에 틈을 만들 정도로 큰 행성은 II형 원반 이동을 겪는다. 행성의 질량이 충분히 크면, 행성이 기체에 조석 돌림힘을 가하며, 행성 궤도 바깥쪽의 기체는 각운동량을 행성에서 받으며, 안쪽의 기체는 각운동량을 행성에 주고, 이 과정을 통해 기체가 행성 궤도에서 점차 밀려나게 된다. I형 이동에서는 기체의 점성으로 인한 돌림힘이 기체를 재공급하고 밀도를 균일하게 함으로서 이 효과가 충분히 상쇄되나, 행성이 가하는 돌림힘이 충분히 크면 밀도가 낮은 고리 모양의 틈이 생겨나게 된다. 이 틈의 정도는 온도, 기체의 점성, 행성의 질량에 따라 달라진다. 기체가 틈을 가로지르지 않는 단순한 경우에는, 안쪽 원반에 있는 행성은 안쪽으로 향하게 되며, 이동 비율은 I형보다 통상 낮다. 바깥쪽 원반의 경우에는, 기체가 급격하게 팽창하고 있다면, 외부 이동이 일어날 수 있다. 일반적인 원시 행성계 원반의 목성 질량 행성은 약 토성 질량 정도 되었을 때, 일부 틈이 열리며 이동 방식이 I형에서 II형으로 변화한다고 추정된다.
II형 원반 이동은 뜨거운 목성의 형성에 대한 설명이 될 수 있다.
현실에서는, 기체 원반에 급격한 열 및 점성 변화가 없다고 할 때, 틈을 통과하는 기체의 흐름이 존재하는데, 이로 인해 I형 이동과 유사하게 행성에 작용하는 돌림힘은 원반의 성질에 따라 달라질 수 있다. 점성이 높은 원반에서의 II형 이동은 I형 이동의 일종으로서 기술할 수 있다. I형에서 II형으로의 이동은 보통 부드럽게 이루어지나, 일종의 '일탈' 경우도 발견되었다. 행성이 주변 기체에 치우친 형태의 섭동을 가하면, II형 이동은 느려지거나, 멈추거나, 반전될 수도 있다.
물리적인 관점에서 I형과 II형 이동은 같은 돌림힘으로 인해 발생하며, 같은 이동이 기체의 섭동으로 인한 밀도 변화에 따라 달라지는 것으로서 기술할 수 있다.

#### III형 원반 이동
III형 원반 이동은 극단적인 원반 및 행성에 적용되며, 짧은 이동 시간이 특징이다. 간혹 "폭주하는 이동"라고 불리지만, 이동 비율이 항상 시간에 따라 증가하지는 않는다. III형 이동은 행성의 라그랑주 점에 잡힌 기체의 공공전 돌림힘과 행성의 빠른 시선운동으로 인해 발생한다. 행성의 시선운동으로 인해 공공전 지역에서 기체를 없애며, 행성 앞면과 뒷면 간 기체 밀도의 불균형을 만든다. III형 이동은 상대적으로 질량이 큰 원반에서 기체에 약간의 틈만 만들 수 있는 정도의 행성이 있을 때 발생한다. 기존의 해석에서는 III형 이동을 행성의 시선운동에 반대되는 기체의 흐름과 연결시켜, 양성 되먹임 효과를 만들었다. 고속 외부 이동도 잠시 일어날 수 있으며, 이후에 일어나는 II형 이동이 충분하지 못하다면 행성이 바깥으로 이동하는 효과가 된다.

### 중력 산란
행성의 궤도를 크게 옮길 수 있는 방법 중 하나는, 거대 행성이나 원시 행성계 원반에 의한 중력 산란이다. 태양계의 경우 천왕성과 해왕성은 목성 및 토성과 만났을 때 더 바깥 궤도로 중력 산란되었을 것으로 추정된다. 외계 행성도 기체 원반이 사라진 이후 비슷한 과정을 통해 궤도가 불안정해져, 바깥으로 방출되거나 항성과 충돌할 수 있다.
중력 산란으로 인해 행성의 이심률과 궤도 경사 또한 크게 바뀔 수 있으며, 외계 행성 중 이심률이 큰 행성들은 이 과정을 겪었다고 추정된다. 결과적으로 만들어지는 항성계는 간신히 안정한 상태를 유지한다. 니스 모델에서는 행성과의 공명으로 미행성대 자체도 역학적으로 불안정해질 수 있다.

### 조석 이동
항성과 행성 사이의 기조력은 행성의 궤도 긴반지름 및 이심률을 바꿀 수 있다. 만약 행성이 항성에 매우 가까이 붙어 공전한다면 행성의 기조력으로 인해 항성에 불룩 튀어나온 부분이 생기며, 항성의 자전 주기가 행성의 공전 주기보다 길다면, 조석 감속 효과로 인해 행성의 각운동량이 줄어 항성과 가까워지게 된다.
만약 행성이 찌그러진 궤도를 돌아 궤도 근점에서의 기조력이 더 크다면, 행성은 근점에서 더 감속 정도가 크며, 원점이 근점보다 더 빠르게 줄어들어 이심률이 작아지게 된다. 몇백만 년 정도만 지속하는 원반 이동과 다르게, 조석 이동은 수십억 년 간 지속한다.

### 고자이 주기 및 조석 마찰
쌍성에서 두 별의 공전면에 대해 기울어져 있는 행성은 고자이 주기와 조석 마찰의 조합으로 궤도가 줄어들 수 있다. 고자이 메커니즘을 통해 쌍성 중 더 먼 항성의 영향을 받아, 행성 궤도의 이심률이 증가하고 근점이 줄어, 항성과 행성 간의 기조력을 키워 궤도가 줄어든다. 행성의 이심률과 궤도 경사는 주기적으로 반복되며, 행성의 궤도 긴반지름 변화를 늦춘다. 행성의 궤도가 많이 변화하여 더 먼 항성의 영향을 받지 않을 정도가 되면 고자이 주기가 끝나며, 원궤도가 될 때까지 급격히 궤도가 감소하며 이 과정에서 행성의 궤도는 역행이 된다. 고자이 주기는 중력 산란으로 인해 행성의 궤도 경사가 다른 두 행성 간에도 일어날 수 있으며, 행성이 역행하게 된다.

### 미행성에 의한 이동
행성의 궤도는 대량의 미행성을 만나는 과정을 통해 바뀔 수 있다. 미행성 이동은 미행성과 행성 간에 일어나는 행성 이동으로, 개개의 미행성이 행성과 교환하는 각운동량이 합쳐져 각운동량의 평균 방향으로 행성이 이동하게 된다. 원반과 각운동량이 비슷한 행성의 이동은 미행성의 근원과 소멸원에 따라 달라진다.
행성이 하나밖에 없는 항성계의 경우에는 미행성이 소멸하려면 방출되는 경우밖에 없으므로, 행성이 안쪽으로 이동하게 된다. 행성이 여러 개인 경우에는 다른 행성들이 미행성의 근원이나 사라지는 원인이 될 수 있으며, 미행성은 인접 행성으로 옮겨진 후 사라지거나 인접 행성의 영향권에 들어갈 수 있다. 바깥쪽 행성은 안쪽 행성에서 온 각운동량이 큰 미행성을 없애거나, 각운동량이 작은 미행성을 추가하고, 안쪽 행성은 이와 반대로 행동하여, 행성의 궤도가 분산되는 과정을 유발한다. 행성 간의 궤도 공명과, 행성의 이동 자체도 원인으로 작용한다.
미행성의 공급보다 소멸이 더 빠르면 이동 비율은 감소한다. 미행성의 공급이 소멸보다 빠르면 이동은 유지되는데, 만약 새로운 미행성의 공급이 행성의 이동에만 의한 것이라면 폭주 이동라고 하며, 다른 행성의 영향에 의한 것이라면 강제 이동라고 한다. 원시 행성계 원반을 도는 행성에서, 공전 주기가 짧은 미행성과 만나는 빈도가 더 높기 때문에, 행성은 안쪽을 향하게 되는데, 기체 원반에서는 기체의 저항으로 공전 주기가 짧은 미행성이 사라질 수 있어 바깥쪽을 향할 수도 있다.

## 공명 포획
행성의 이동으로 인해 궤도가 집중될 경우 행성 간 궤도 공명에 포획될 수 있다. 내행성의 이동이 원반 안쪽 끄트머리에서 중단된다면 내행성 간 거리는 짧아지게 되고, 행성이 집중되게 된다. 또한 이동이 I형 이동이 일어나는 원인이 없어지는 얼음 행성 지역에서 멈추는 경우에도 행성이 집중될 수 있다.
중력적인 과정을 통해 이심률이 큰 행성을 공명 포획할 수도 있다. 그랜드 택 가설에서는 목성의 이동이 토성을 공명 포획했을 때 반전되었다고 추정하며, 목성과 토성의 이동 중단과, 천왕성과 해왕성의 공명 포획으로 인해, 케플러 망원경이 관측한 '슈퍼 지구'의 태양계 내 형성이 막혔을 가능성이 있다. 행성의 외부 이동으로 인해, 공명 해왕성 바깥 천체 등 외행성과 미행성 간 공명 포획이 발생하기도 한다.
행성 이동을 통해 많은 항성계가 공명 상태에 있을 것이라고 예측되지만, 대부분의 외계 행성은 공명 상태가 아니다. 공명은 기체가 사라진 후 중력적 불안정성에 의해 쉽게 사라질 수 있으며, 원반에 남은 미행성과의 상호작용으로 질량이 낮은 행성의 공명이 깨질 수도 있다. 항성과의 조석 작용, 원반의 변화, 다른 행성이 남긴 자취와의 상호작용 또한 공명을 깨는 원인이 될 수 있다. 해왕성보다 작은 행성의 경우에는 궤도의 이심률이 크면 공명 포획을 피할 가능성도 있다.

## 태양계

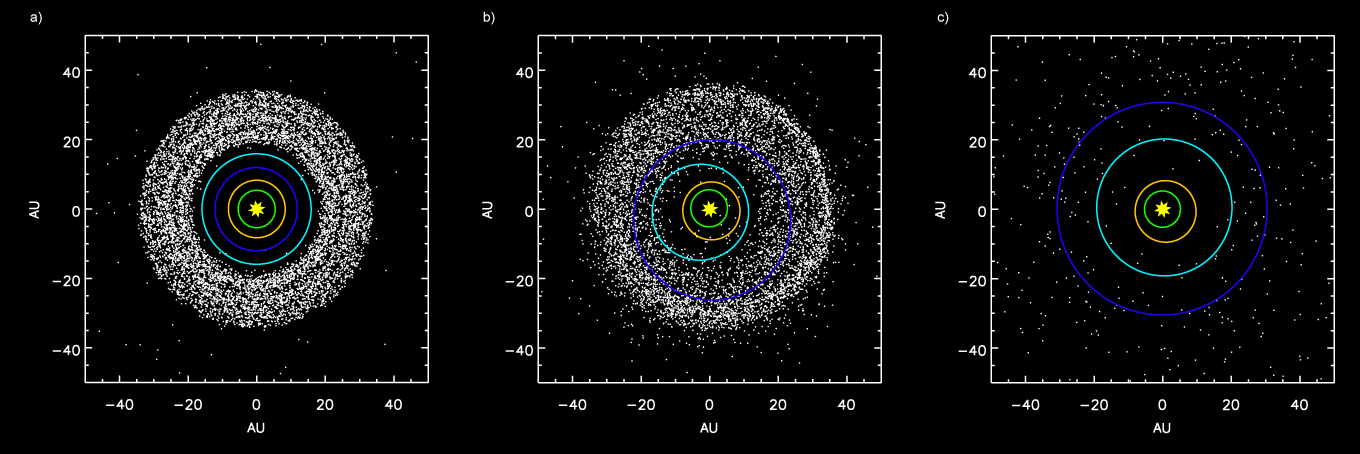
외행성과 카이퍼대를 보여주는 시뮬레이션으로, a) 목성과 토성이 2:1 공명에 이르기 전의 설정, b) 해왕성과 천왕성의 궤도 이동 이후 카이퍼대의 천체의 산란, c) 목성에 의한 카이퍼대 천체의 방출 이후를 보여주고 있다.

외태양계 천체들의 궤도 성질을 설명하기 위해, 외행성의 이동이 가설 중 하나로 제안되었다. 해왕성 너머에서 태양계는 카이퍼대, 산란원반, 오르트 구름으로 이어지는데, 이 지역에서는 강착 속도가 너무 느려 태양계를 형성한 성운이 사라지기 전까지 행성이 형성될 수 없다. 카이퍼대는 30~55 AU까지 뻗어 있으며, 산란원반은 100 AU 이상 계속되며, 오르트 구름은 50,000 AU 너머 지점에서 시작된다.
행성 이동 이론에 따르면 카이퍼대는 원래 더 밀도가 높고 태양에 가까워, 현재의 해왕성 궤도 위치에 있었는데, 태양계가 형성된 이후 목성형 행성들의 궤도는 남아 있는 다량의 미행성과의 상호작용으로 계속해서 바뀌어, 5억~6억 년 후 (40억 년 전) 목성과 토성이 2:1 궤도 공명에 진입하게 된다. 이로 인해 목성과 토성의 궤도 이심률이 증가했고, 천왕성과 해왕성의 궤도도 불안정하게 되었다. 해왕성은 천왕성 너머의 미행성대로 진입하였고, 자신이 바깥으로 이동하며 얼음으로 이루어진 소천체들 대부분을 태양계 안쪽으로 흩뿌렸다. 이 과정은 미행성이 행성을 만날 때마다 일어났다. 미행성대가 목성을 만나자 목성은 미행성들을 이심률이 높은 궤도나, 아에 태양계 바깥으로 방출시켰으며, 목성은 이 과정에서 약간 안으로 이동하였다. 이 시나리오는 해왕성 바깥 천체의 질량이 대체로 낮은 이유를 설명해 준다. 외행성과 다르게 내행성은 많은 이동을 겪지 않았을 거라 여겨지는데, 이는 후기 대폭격을 겪은 이후에 궤도가 안정했기 때문이다.

## 같이 보기
- 성운설
- 떠돌이 행성
- 플루넷

## 참조 자료
- Goldreich, P., and Tremaine, S. 1979, Astrophysical Journal, 233, 857
- Lin, D. N. C., and Papaloizou, J. 1979, Monthly Notices of the Royal Astronomical Society, 186, 799
- Ward, W. R. 1997, Icarus, 126, 261
- Tanaka, H., Takeuchi, T., and Ward, W. R. 2002, Astrophysical Journal, 565, 1257